# Leucauge fishoekensis
Leucauge fishoekensis là một loài nhện trong họ Tetragnathidae.
Loài này thuộc chi Leucauge. Leucauge fishoekensis được Embrik Strand miêu tả năm 1909.